# Ernst von der Planitz

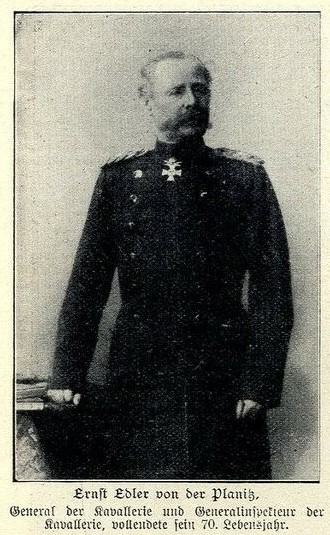
Ernst Edler von der Planitz (um 1906)

Ernst Rudolf Max Edler von der Planitz (* 4. Juli 1836 in Dresden; † 30. November 1910 in Potsdam) war ein preußischer Generaloberst.

## Leben

### Herkunft
Ernst entstammte dem vogtländischen Adelsgeschlecht von der Planitz. Er war der Sohn von Gustav Adolf von der Planitz (1802–1869) und dessen Ehefrau Marie, geborene von Watzdorff (1808–1862). Sein Vater war Herr auf Kaschwitz, königlich sächsischer Hof- und Justizrat sowie herzoglich sachsen-altenburgischer Geheimer Rat und Minister. Der spätere preußische General der Artillerie Max von der Planitz (1834–1910) war sein älterer Bruder.

### Militärkarriere
Planitz besuchte die Kadettenhäuser in Potsdam und Berlin. Am 1. Mai 1855 wurde er als Sekondeleutnant dem 2. Dragoner-Regiment der Preußischen Armee überweisen und absolvierte von 1858 bis 1861 die Preußische Kriegsakademie. Im Anschluss daran fungierte Planitz als Regimentsadjutant und avancierte Mitte November 1862 zum Premierleutnant. Als solcher war er vom 11. August 1864 bis zum 6. Mai 1866 zum 2. Landwehr-Dragoner-Regiment kommandiert. Während des Krieges gegen Österreich führte er 1866 die 5. Eskadron seines Regiments zunächst in der Schlacht bei Gitschin. In der Schlacht bei Königgrätz konnte Planitz sich besonders bewähren. Beim Dorf Horenowes gelang ihm die Gefangennahme von drei Offizieren und 100 Mann. Bei einer Attacke gegen ein österreichisches Bataillon wurde er verwundet.
Ausgezeichnet mit dem Roten Adlerorden IV. Klasse mit Schwertern wurde Planitz nach dem Friedensschluss zum Rittmeister befördert und als Chef der 3. Eskadron in das neuformierte Dragoner-Regiment Nr. 12 nach Woldenberg versetzt. Mitte Dezember 1869 folgte seine Versetzung in den Großen Generalstab und von dort kam Planitz am 24. März 1870 in den Generalstab der 16. Division. Bei der Mobilmachung anlässlich des Krieges gegen Frankreich wurde er zunächst als Generalstabsoffizier dem Generalstab des Generalgouvernements am Rhein zugeteilt. Nach der Schlacht von Sedan kam er dann in den Generalstab des Großen Hauptquartiers und erlebte die Belagerung von Paris. Am 4. Januar 1871 teilte man Planitz dem Generalstab des Prinzen Friedrich Karl von Preußen zu. Er zeichnete sich besonders in den Januarkämpfen an der Loire aus und erhielt für die Schlacht bei Le Mans das Eiserne Kreuz II. Klasse.
Nach dem Frieden von Frankfurt folgte am 15. Juli 1871 seine Versetzung in das Schleswig-Holsteinische Husaren-Regiment Nr. 16. Diesem Verband gehörte Planitz die kommenden 18 Jahre ununterbrochen an, zuletzt seit als Oberst und Kommandeur. Unter Stellung à la suite seines Regiments beauftragte man ihn am 14. Februar 1885 mit der Führung der 28. Kavallerie-Brigade und ernannte Planitz am 26. März 1885 zum Kommandeur dieses Großverbandes in Karlsruhe. In dieser Eigenschaft avancierte er am 14. Februar 1888 zum Generalmajor. Ab dem 14. Juni 1888 fungierte Planitz als Kommandeur der 2. Garde-Kavallerie-Brigade und war 1889 während der großen Herbstübungen mit der Führung der beim VII. Armee-Korps gebildeten Kavalleriedivision beauftragt. Ende des Jahres hatte er kurzzeitig die Führung der Kavalleriedivision des XV. Armee-Korps, bevor Planitz am 24. März 1890 unter Beförderung zum Generalleutnant zum Kommandeur der Garde-Kavallerie-Division ernannt wurde. Anlässlich des Besuches des italienischen Kronprinzen Viktor Emanuel in Berlin war Planitz im Juni 1890 zu dessen Ehrendienst kommandiert. Vom 16. März bis zum 13. Juni 1895 war er zur Vertretung des erkrankten Inspekteurs der 2. Kavallerie-Inspektion, Generalleutnant Heinrich von Rosenberg, kommandiert und trat anschließend dessen Nachfolge als Inspekteur an. Am 2. Januar 1896 folgte seine Beförderung zum General der Kavallerie sowie am 1. April 1898 die Ernennung zum Generalinspekteur der Kavallerie. In dieser Stellung wurde Planitz für seine Verdienste mehrfach ausgezeichnet. Er war Inhaber der Großkreuze des Sachsen-Ernestinischen Hausordens, des Roten Adlerordens mit Eichenlaub und Schwertern, des Ritterordens der hl. Mauritius und Lazarus und des Bayerischen Militärverdienstordens. Außerdem wurde ihm der Hausorden der Rautenkrone verliehen und Planitz am 11. Juni 1900 zum Ritter des Schwarzen Adlerordens geschlagen. Anlässlich seines 50-jährigen Dienstjubiläums verlieh ihm Wilhelm II. den Verdienstorden der Preußischen Krone. Mitte September 1906 folgte noch seine Beförderung zum Generaloberst, bevor Planitz schließlich auf eigenen Wunsch und unter Verleihung des Kreuzes der Großkomture des Königlichen Hausordens von Hohenzollern mit der gesetzlichen Pension zur Disposition gestellt wurde.
Anlässlich seines Todes verfügte der Kaiser, dass alle Offizier der Kavallerie für drei Tage Trauer anzulegen haben. In Vertretung von Wilhelm II. nahm Prinz Eitel Friedrich von Preußen an der Trauerfeier für Planitz teil.

### Familie
Planitz hatte sich am 20. April 1865 in Berlin mit Klara Auguste Gräfin von der Schulenburg (1843–1912) verheiratet. Aus der Ehe gingen folgende Kinder hervor:
- Irmgard (1866–1872)
- Elsbeth Klara Luise Rose (1867–1896) ⚭ Wolfgang von Pachelbel-Gehag, Herr auf Kessenbrinck
- Werner (* 1870), preußischer Oberleutnant ⚭ Giesela von der Schulenburg (* 1878), Eltern von Hans-Werner von der Planitz (1902–1979)
- Hildegard (* 1874) ⚭ Heinrich von Oppen (1869–1925), Landrat des Kreises Oberbarnim